# Gelldorf
Gelldorf ist eine Ortschaft der niedersächsischen Stadt Obernkirchen im Landkreis Schaumburg, die etwa 8 km südwestlich von Stadthagen und 6 km nordöstlich von Bückeburg liegt.
Mit etwa 900 Einwohnern ist Gelldorf der zweitkleinste Ortsteil von Obernkirchen. Die B 65 verläuft direkt durch Gelldorf.

## Geschichte

### Ortsgeschichte
Gerhard, Graf von Holstein und Schauenburg, bestätigte mit Urkunde vom 9. Oktober 1280 den Verkauf des Zehnten in Geldorf („Geldorpe“), einst Lehen des Konrad von Arnheim, jetzt das seine, seitens des Lehnträgers Ritter Borchard von Helbeke an die Kirche zu Obernkirchen. Bei der Teilung der Grafschaft Schaumburg 1648 wurde Gelldorf dem lippischen Teil zugeordnet und gehörte von 1899 bis April 1948 zum Kreis Bückeburg der dann mit dem Kreis Stadthagen den Landkreis Schaumburg-Lippe bildete. Am 1. März 1974 wurde Gelldorf in die Stadt Obernkirchen eingegliedert. Im Jahr 1939 lebten hier 696 Einwohner, 1970 waren es 1086 Menschen.
Um 1634 wurde ein erstes Schulhaus eingerichtet. Die Freiwillige Feuerwehr besteht seit 1936.

### Staaten des Steuervereins
Das Verordnungsblatt des Herzogtums Nassau sagt 1842 über die steuerlichen Vergünstigungen auf den Wegen durch das Schaumburger Land:
1. den abgabefreien Durchgang durch das hannoverische Gebiet auf den Straßen
a) zwischen Nieste und Klein-Almerode
b) zwischen Apelern und Nienfeld über Pohle,
c) aus dem Braunschweigischen über Rüper nach den Braunschweigischen Ortschaften
Meerdorf, Duttenstedt und Essinghausen,
d) zwischen Ahnebeck und Steincke über Croja und Zicherie, und
e) für alle auf der Harzburger Eisenbahn von Braunschweig und Wolfenbüttel transportierten Gegenstände, die von dieser Bahn entweder unmittelbar in das zunächst belegene Zollvereins=Gebiet, oder aber über Harzburg und Braunlage in das letztere ausgehen oder umgekehrt;
2. den abgabefreien Durchgang durch das Schaumburg-Lippische Gebiet auf den Straßen
a) zwischen Obernkirchen und Minden über Gelldorf und Bückeburger Clus, und
b) zwischen Obernkirchen und Rodenberg  über Gelldorf und Kobbensen.
So geschehen in Berlin am 17. Dezember 1841:
Unterschriften von August Heinrich Kuhlmeyer, August von Berger, Franz August Eichmann, Georg Friedrich Hieronymus Dommes, Georg Theodor Pochhammer, Friedrich Ernst Witte, Philipp Christian Theodor von Amsberg, Gerhard Friedrich August Jansen.

## Politik

### Ortsrat
Verteilung der Sitze im Ortsrat (Wahlperiode 2021–2026):
- Team Gelldorf: 5 Sitze
- SPD: 2 Sitze

### Ortsbürgermeister
Ortsbürgermeister ist Achim Pohl (Team Gelldorf).

## Vereine
- Seit 1972 besteht die Trachtengruppe Gelldorf-Obernkirchen e.V.[6]
- Gelldorfer Modell-Auto-Club e.V.

## Wirtschaft und Infrastruktur

### Gewerbe
In der Ortschaft haben sich fünf größere Gewerbebetriebe niedergelassen:
- Pumpenfabrik Bornemann
- Möbelhaus Holtmann
- Busunternehmen Mühlmeister
- Dachdeckerei und Zimmerei Henke
- Dachdeckerei und Zimmerei Kammann

### Verkehr
Gelldorf liegt direkt an der B 65 zwischen Stadthagen und Bückeburg. Die nächsten Auffahrten auf die A2 befinden sich in Rehren/Auetal und Bad Eilsen. Der nächstgelegenen Bahnhof befindet sich in Kirchhorsten (Gemeinde Helpsen). Der ÖPNV wird über die Schaumburger-Verkehrs-GmbH (SVG) mit den Linien 2004 und 2026 abgewickelt.

### Öffentliche Einrichtungen
- Für Sicherheit und Ordnung ist die Polizeistation in Obernkirchen zuständig.
- Der Brandschutz und die allgemeine Hilfe ist durch die Freiwillige Feuerwehr Gelldorf sichergestellt.

### Bildung
Die Kinder besuchen die Grundschule und die Integrierte Gesamtschule in Obernkirchen. Weiterführende Schulen befinden sich in Bückeburg, Stadthagen und Rinteln.